# Померой (Огайо)
Померой (англ. Pomeroy) — селище (англ. village) в США, в окрузі Меґс штату Огайо. Населення — 1573 особи (2020).

## Географія
Померой розташований за координатами 39°2′5″ пн. ш. 82°1′57″ зх. д. / 39.03472° пн. ш. 82.03250° зх. д. (39.034652, -82.032419).  За даними Бюро перепису населення США в 2010 році селище мало площу 8,57 км², з яких 8,41 км² — суходіл та 0,16 км² — водойми.

## Демографія
Згідно з переписом 2010 року, у селищі мешкали 1852 особи в 757 домогосподарствах у складі 483 родин. Густота населення становила 216 осіб/км².  Було 933 помешкання (109/км²).
Расовий склад населення:
| - 94,3 % — білих - 2,7 % — чорних або афроамериканців - 0,5 % — корінних американців - 0,1 % — азіатів |

До двох чи більше рас належало 2,3 %. Частка іспаномовних становила 0,5 % від усіх жителів.
За віковим діапазоном населення розподілялося таким чином: 27,0 % — особи молодші 18 років, 59,6 % — особи у віці 18—64 років, 13,4 % — особи у віці 65 років та старші. Медіана віку мешканця становила 35,2 року. На 100 осіб жіночої статі у селищі припадало 84,6 чоловіків;  на 100 жінок у віці від 18 років та старших — 83,7 чоловіків також старших 18 років.
Середній дохід на одне домашнє господарство  становив 37 573 долари США (медіана — 24 401), а середній дохід на одну сім'ю — 39 908 доларів (медіана — 25 227). Медіана доходів становила 36 979 доларів для чоловіків та 26 767 доларів для жінок. За межею бідності перебувало 39,3 % осіб, у тому числі 43,9 % дітей у віці до 18 років та 21,8 % осіб у віці 65 років та старших.
Цивільне працевлаштоване населення становило 673 особи. Основні галузі зайнятості: освіта, охорона здоров'я та соціальна допомога — 30,6 %, роздрібна торгівля — 16,0 %, виробництво — 10,1 %, мистецтво, розваги та відпочинок — 9,8 %.